# LUNAR-A
Lunar-A war eine geplante Mondsonde der japanischen Raumfahrtagentur JAXA die nach zahlreichen Verschiebungen im Jahre 2010 starten sollte (ursprünglicher Starttermin war 1995). Im Januar 2007 wurde bekanntgegeben, dass JAXA die Mission gestrichen hat, da der bereits fertiggestellte Sondenkörper inzwischen veraltet und unbrauchbar geworden ist. Der Start hätte mit einer M-V-Rakete erfolgen sollen. Die Produktion der M-V wurde 2006 eingestellt. Die Raumsonde hätte eine Masse von 540 kg  (incl. Betriebsstoffe) aufgewiesen. Ihre Aufgaben wäre die Erkundung der Mondoberfläche, die Überwachung von Mondbeben, Messung der thermischen Verhältnisse und des Wärmeflusses in der Nähe der Mondoberfläche sowie Studien des Mondkerns und des inneren Aufbaus gewesen.
Lunar A hätte zwei Penetratoren mitgeführt, die mit Seismometern zur Messung von Mondbeben und mit Sensoren zur Messung des Wärmeflusses ausgerüstet wären. Die Penetratoren würden in den Mondboden eindringen und ihre Messungen dort direkt durchführen. Die JAXA will die Entwicklung der Penetratoren fortführen und Ende 2007 abschließen, um sie möglicherweise auf einer Sonde einer anderen Nation einsetzen zu können. Darüber hinaus plant die JAXA auch Penetratoren auf anderen Zielen als dem Mond einzusetzen.